# إدوارد أ. بوند
إدوارد أ. بوند (بالإنجليزية: Edward A. Bond)‏ هو مهندس مدني أمريكي، ولد في 22 أبريل 1849 في دكستر في الولايات المتحدة، وتوفي في 10 ديسمبر 1929 في نيويورك في الولايات المتحدة.